# 筒井村
筒井村（つついむら）は奈良県の北西部、生駒郡に属していた村。現在の大和郡山市中南部、近鉄橿原線筒井駅周辺にあたる。

## 地理
- 河川 ： 佐保川

## 歴史
- 1889年（明治22年）4月1日 - 町村制の施行により、本庄村、天井村、筒井村、丹後庄村、杉村が合併して添下郡筒井村が発足。
- 1897年（明治30年）4月1日 - 郡制の施行により所属郡が生駒郡に変更。
- 1941年（昭和16年）3月10日 - 郡山町に編入。同日筒井村廃止。

## 交通

### 鉄道路線
- 大阪電気軌道（現近畿日本鉄道）
  - 橿原線
    - 筒井駅

鉄道省関西本線が村域を通過しているが、駅は所在しなかった。なお、大阪電気軌道は本村廃止の5日後に参宮急行電鉄と合併して関西急行鉄道となっている。